# Би (округ)
О́круг Би (англ. Bee county) — округ штата Техас Соединённых Штатов Америки. На 2000 год в нём проживало 32 359 человек. По оценке бюро переписи населения США в 2008 году население округа составляло 32 661 человек. Окружным центром является город Бивилл.

## История
Округ Би был сформирован в 1857 году из участков округов Сан-Патришио, Голиад, Рефухио, Лайв-Ок и Карнс. Он был назван в честь сэра Бернарда Би, госсекретаря Республики Техас.